# 理查德·耶茨
理查德·沃尔登·耶茨（英語：Richard Walden Yates，1926年2月3日—1992年11月7日）是一位美国小说家。他的处女作《革命之路》出版后即获1962年美国国家图书奖提名，但评论界的赞誉并未在其生前带给他商业上的成功。直到耶茨去世后，部分得益于斯图尔特·奥南1999年发表在《波士顿评论》的文章、布莱克·贝利创作于2003年的传记，以及改编自其同名小说的2008年奥斯卡奖提名和金球奖获奖电影《革命之路》，他的作品才再次受到公众关注。

## 生平
理查德·耶茨于1926年2月3日出生在纽约州扬克斯，父亲文森特·耶茨（Vincent Yates）是通用电气的推销员，母亲露丝·沃尔登·莫勒（Ruth Walden Maurer）则是一位雕塑家。耶茨三岁时父母离异，而后他跟随母亲生活，童年时期频繁辗转于美国东北不同城镇的居所，父亲则在他青年时去世，生前很少看望孩子。他于1941年入读康涅狄格州埃文的老农场学校后，由于不擅运动和社交，便开始对新闻学和写作产生兴趣。耶茨自埃文毕业即应征入伍，作为步兵参与在法国和德国的战斗，肺部也落下病根，直到1946年返回美国，于纽约寻找工作。
耶茨先在合众通讯社的财务部门担任改写员，1949年成为雷明顿兰德公司的宣传作家。为了补贴家用，他放弃了入读大学，选择边工作边参加哥伦比亚大学开设的创意写作夜校课程。1951年，耶茨被诊断出患有肺结核，因而获得退伍军人残疾抚恤金，随后两年他搬到英国和法国生活，并决定成为职业小说家。他于1953年回到纽约，以自由撰稿人身份继续在雷明顿兰德公司任职六年，期间持续创作短篇小说，同时着手撰写他的首部长篇小说《革命之路》。《革命之路》于1961年出版后广受好评，更获美国国家图书奖提名，耶茨的才华也得到评论家们的认可。
耶茨从1959年开始在多所美国高校教授过创意写作，包括社会研究新学院、哥伦比亚大学、波士顿大学、艾奥瓦大学作家工作坊、卫奇塔州立大学、南加州大学专业写作硕士项目和亚拉巴马大学，还曾短暂为时任司法部长罗伯特·肯尼迪的演讲稿捉刀。得益于古根海姆基金会和美国艺术暨文学学会等组织的资助，耶茨在接下来的三十年里陆续出版了六本长篇小说：《天命》、《庸人自扰》、《复活节游行》、《好学校》、《年轻的心在哭泣》和《冷泉港》，以及《十一种孤独》与《恋爱中的骗子》两本短篇小说集，但都不如其处女作受欢迎。此外他还创作过一些剧本，也曾尝试改编威廉·斯泰伦的长篇小说《躺在黑暗中》，其中只有与威廉·罗伯茨合作的《雷玛根大桥》拍成了电影。
由于《革命之路》往后的作品既得不到大众认可而销量惨淡，又被各种文学奖项拒之门外，内心苦闷的耶茨开始无节制地吸烟饮酒，身心健康严重受损，到了晚年更因性情暴躁与友人疏远，数次躁郁症发作而入院，生活穷困潦倒。1992年11月7日，耶茨在亚拉巴马州伯明翰一家退伍军人医院死于肺气肿小手术后并发症，终年66岁。长期与他合作的出版社编辑西摩·劳伦斯透露耶茨生前正在创作名为《不定时代》（Uncertain Times）的长篇小说，内容改编自其为罗伯特·肯尼迪撰写演讲稿的经历。劳伦斯原计划同霍顿·米夫林合作出版该小说，却在几年后去世，遗稿至今仍未面世。

## 个人生活
耶茨于1948年同希拉·布赖恩特（Sheila Bryant）结婚，岳父是英国演员查尔斯·布赖恩特，后者在与希拉的母亲玛乔丽·吉尔胡利（Marjorie Gilhooley）结婚前曾是默片时代当红女星阿拉·纳济莫娃的长期伴侣。二人婚后育有莎伦（Sharon）和莫妮卡（Monica）两名女儿，直到1959年离婚，由女方取得孩子的抚养权。1968年耶茨再婚，迎娶玛莎·斯皮尔（Martha Speer），这段婚姻持续了六年，二人唯一的女儿吉娜（Gina）同样判给了母亲。耶茨的二女儿莫妮卡后来当过剧集《宋飞传》主创拉里·大卫的女友，剧中主角之一伊莱恩·贝内斯即以她为原型。

## 文学创作
耶茨的小说带有明显的自传色彩，很多细节取材自他的个人经历。
耶茨同时也是一位倍受赞誉的短篇小说作家。他的首部短篇小说集《十一种孤独》问世于处女作《革命之路》出版一年后。

## 作品

### 长篇小说
- 《革命之路》（Revolutionary Road，1961年）
- 《天命》（A Special Providence，1969年）
- 《庸人自扰（英语：Disturbing the Peace (novel)）》（Disturbing the Peace，1975年）
- 《复活节游行》（The Easter Parade，1976年）
- 《好学校》（A Good School，1978年）
- 《年轻的心在哭泣》（Young Hearts Crying，1984年）
- 《冷泉港（英语：Cold Spring Harbor (novel)）》（Cold Spring Harbor，1986年）

### 短篇小说集
- 《十一种孤独》（Eleven Kinds of Loneliness，1962年）
- 《恋爱中的骗子》（Liars in Love，1981年）
- 《理查德·耶茨短篇小说集》（The Collected Stories of Richard Yates，2001年）[13]